# Gniezno
Gniezno (polonès) Gnesen  (alemany): és una ciutat de Polònia pertanyent al Voivodat de Gran Polònia, ubicada a uns 50 km a l'est de Poznań i amb una població de més de 70.000 habitants. Gniezno va ser la primera capital de Polònia, al s. X, i la seva Arxidiòcesi catòlica romana és la més antiga de Polònia.

## Història
Conta la llegenda que el cap de tribu polonès Lech construí, en el segle viii, una ciutat fortificada en el lloc on havia vist un niu d'una àguila blanca (en polonès, gniazdo significa niu. La història relata que l'any 997 el bisbe, Adalbert de Praga, en el seu intent de cristianitzar als pobles riberencs del mar Bàltic, fou martiritzat per ells; el duc Boleslau el Valent recuperà el cos del màrtir, que fou canonitzat l'any 1000; amb aquest motiu l'emperador Otó III portà a fi una peregrinació a Gniezo i el papa Silvestre II instituí en la ciutat el primer arquebisbat de Polònia - al front del qual, posà Radim, germà d'Adalbert de Praga -, del que depenien les diòcesis de Cracòvia, Wrocław i Kolobrzeg.
L'any 1024, amb vistiplau del papa Joan XIX, Boleslau fou coronat primer rei de Polònia i Gniezno fou la primera capital del regne. La mil·lenària història de la ciutat gira entorn del culte d'Adalbert de Praga i al record d'ésser el bressol de la independència polonesa; per això l'arquebisbe de Gniezno segueix sent el cardenal primat de Polònia.

## Art i cultura

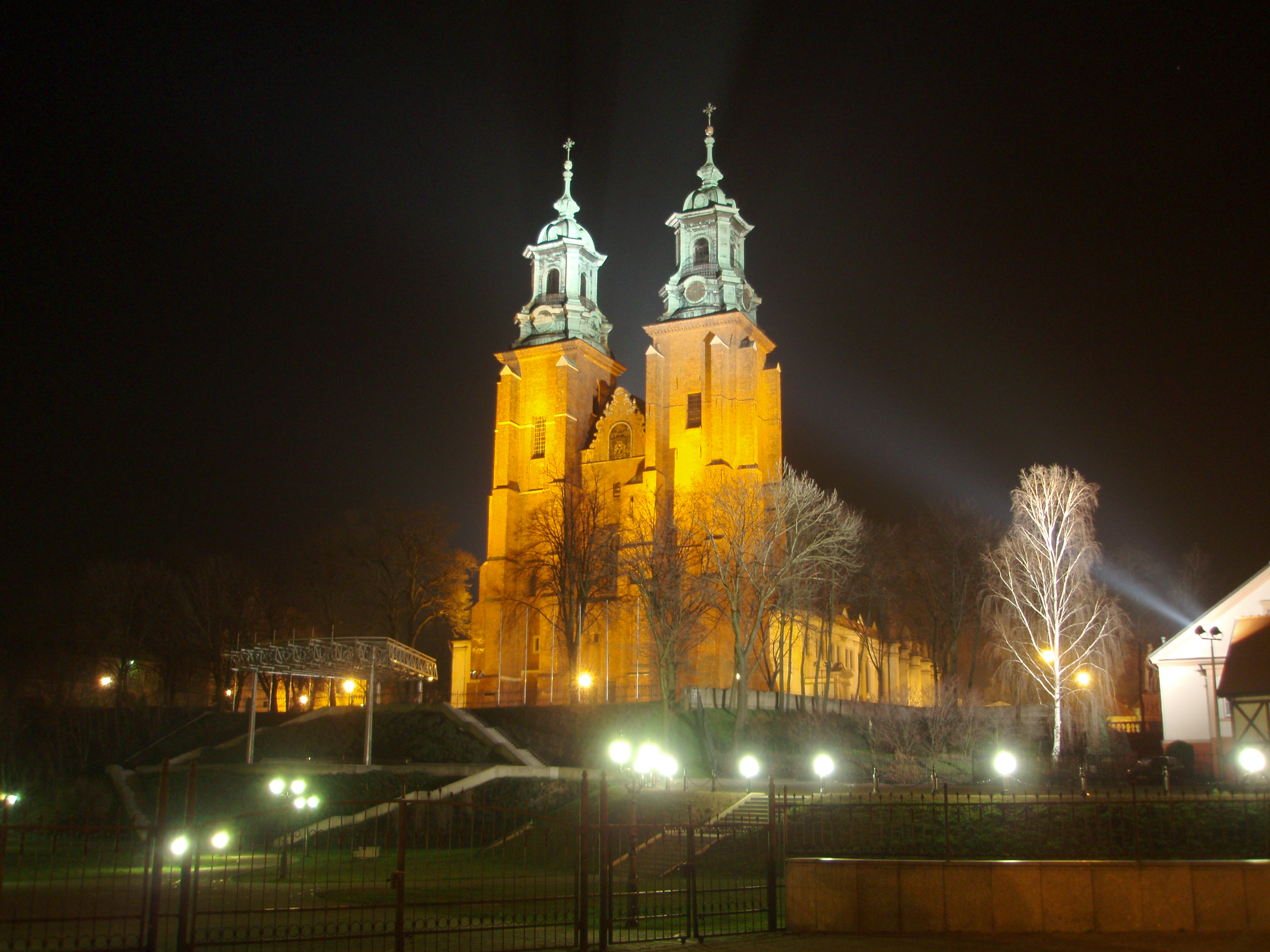
Catedral de Gniezno

- Collegium Europaeum Gnesnense (pertanyent a la Universitat Adam Mickiewicz de Poznań)
- Gnieźnieńska Wyższa Szkoła Humanistyczno-Menedżerska Millennium (Escola d'Humanisme i Managment Millennium)
- Prymasowskie Wyższe Seminarium Duchowne (Seminari Eclesiàstic de l'Arquebisbat)
- Państwowa Wyższa Szkoła Zawodowa (Col·legi públic vocacional)
- Plaça Rynek amb les esglésies Kosciol Sw. Trójcy i la Kosciól Sw. Franciskanów
- Catedral de Gniezno és el segon centre espiritual de Polònia
- Teatre Aleksander Fredro Theatre (Teatr im. A. Fredry)
- Museu de l'Origen de l'Estat Polonès (Muzeum Początków Państwa Polskiego)
- Museu de l'Arxidiòcesi de Gienzno (Muzeum Archidiecezji Gnieźnieńskiej)
- Kosciól Sw. Jana Chrzciciela (Església de Sant Joan Baptista)

## Fills il·lustres
- Łucjan Kamieński (1885-1964), compositor i musicòleg.
- Mikołaj Zieleński (1550-1615), compositor del Barroc.

## Galeria de fotos

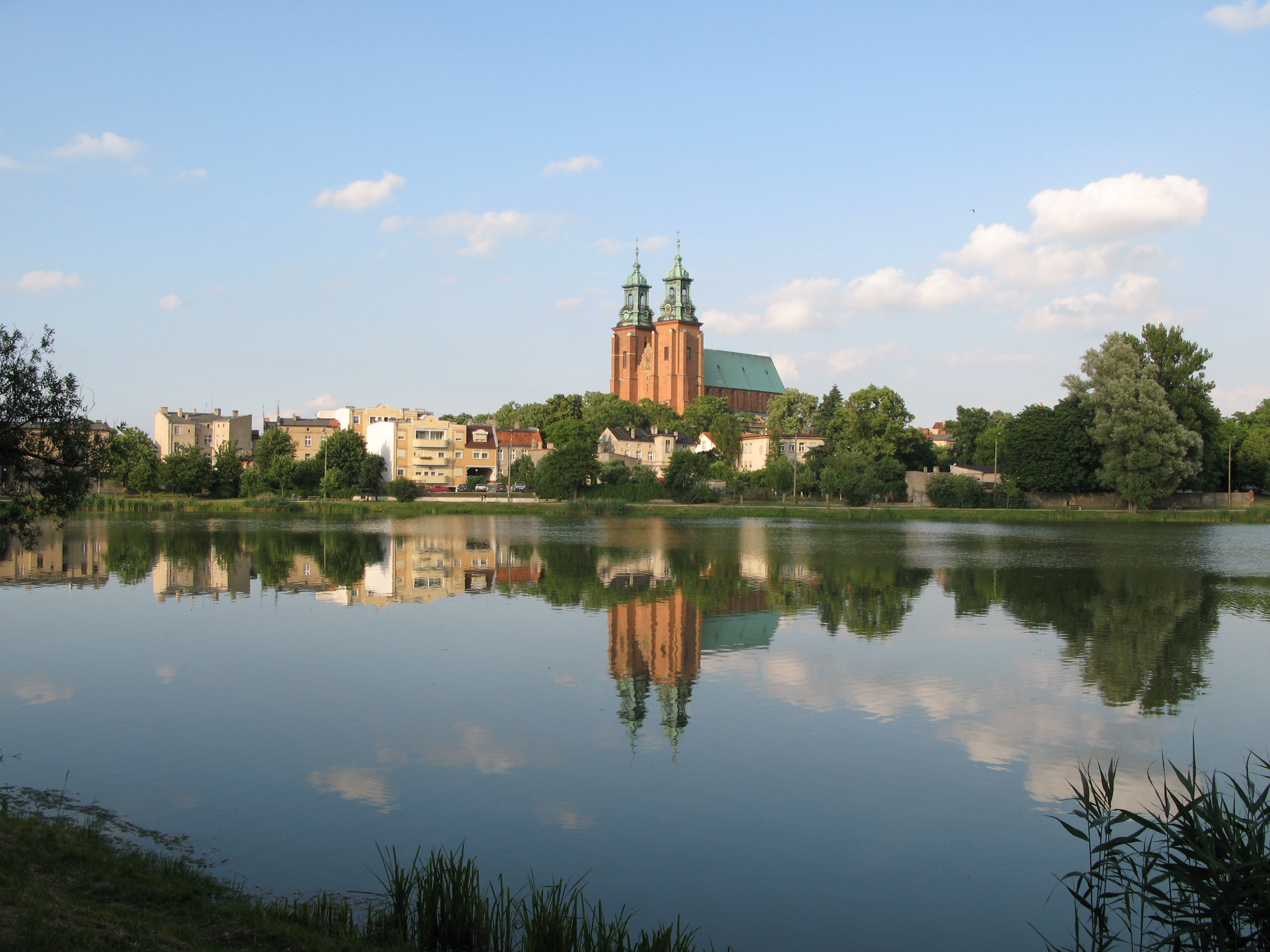
Vista del barri vell, segons Jelonek Lake
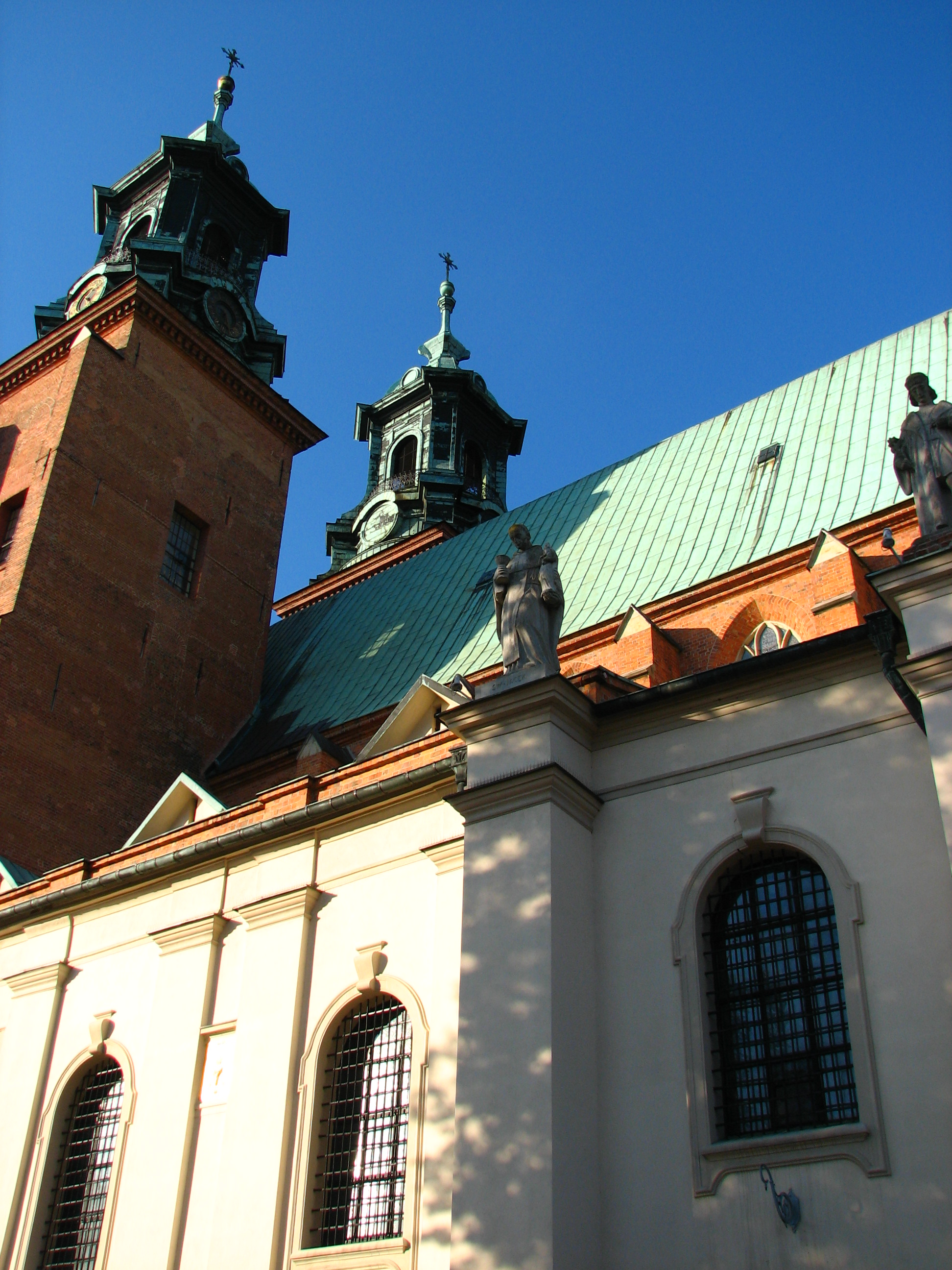
Catedral de Gniezno
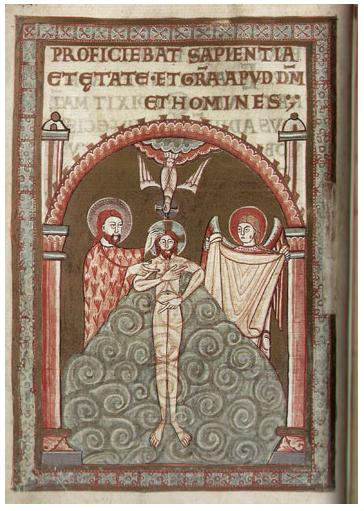
Codex Aureus Gnesnensis
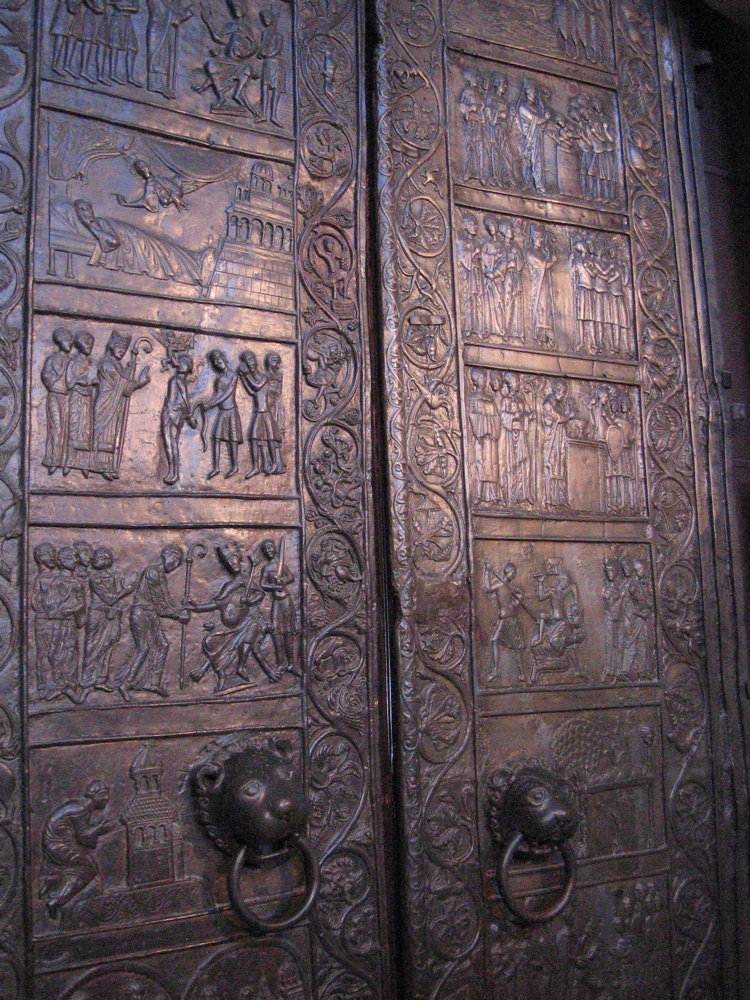
Portes de Gniezno
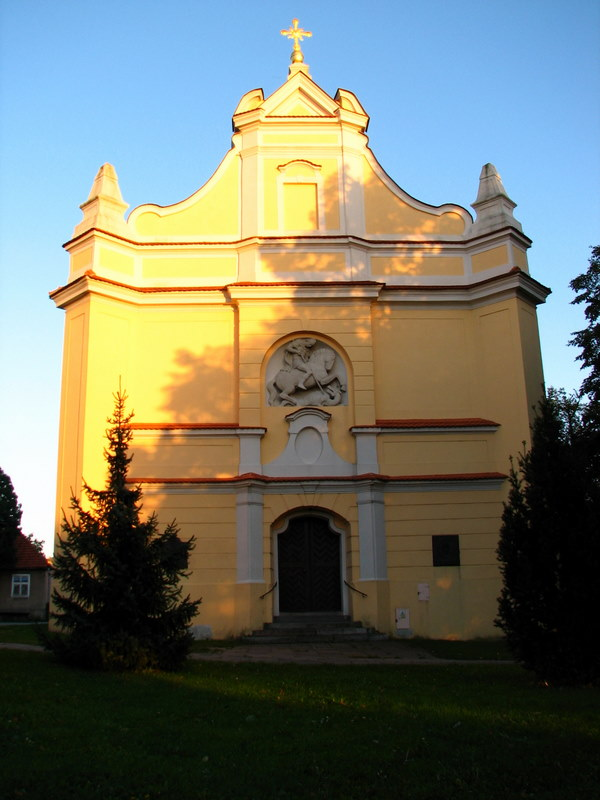
Església de Sant Jordi a Gniezno